# (3046) Molière
(3046) Molière – planetoida z pasa głównego asteroid okrążająca Słońce w ciągu 5 lat i 203 dni w średniej odległości 3,14 j.a. Została odkryta 24 września 1960 roku w Obserwatorium Palomar w programie Palomar-Leiden-Survey przez Cornelisa van Houtena, Ingrid van Houten i Toma Gehrelsa. Nazwa planetoidy pochodzi od Moliera, francuskiego komediopisarza. Przed nadaniem nazwy planetoida nosiła oznaczenie tymczasowe (3046) 4120 P-L.